# Aconodes lima
Aconodes lima là một loài bọ cánh cứng trong họ Cerambycidae.